# Lac Lynch
Pour les articles homonymes, voir Lynch.
Le lac Lynch est un plan d'eau situé dans le territoire non-organisé de Lac-Nilgaut, à 90 km au nord de Fort-Coulonge, Pontiac, Québec, Canada. Il se décharge dans un ruisseau innommé vers la rivière Forant via le lac Resolin.
Il est retenu par le barrage Lynch, propriété de Waltham Énergie.